# St. Leonhard (Frankenhain)

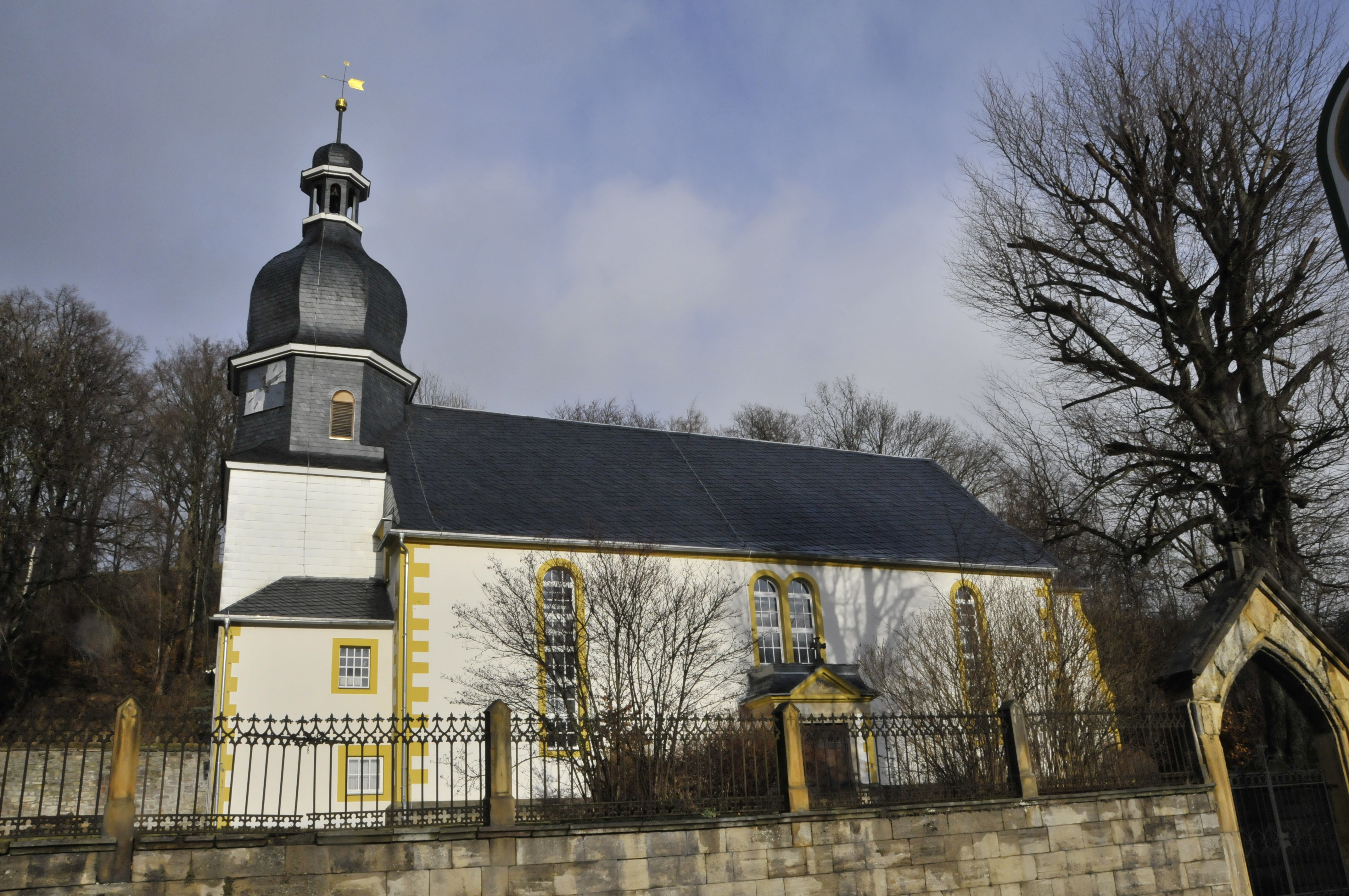
St. Leonhard (Frankenhain)

Die evangelische Dorfkirche St. Leonhard ist eine barocke Saalkirche im Ortsteil Frankenhain der Gemeinde Geratal im Ilm-Kreis in Thüringen. Sie gehört zum Pfarrbereich Gräfenroda-Geschwenda im Kirchenkreis Arnstadt-Ilmenau der Evangelischen Kirche in Mitteldeutschland.

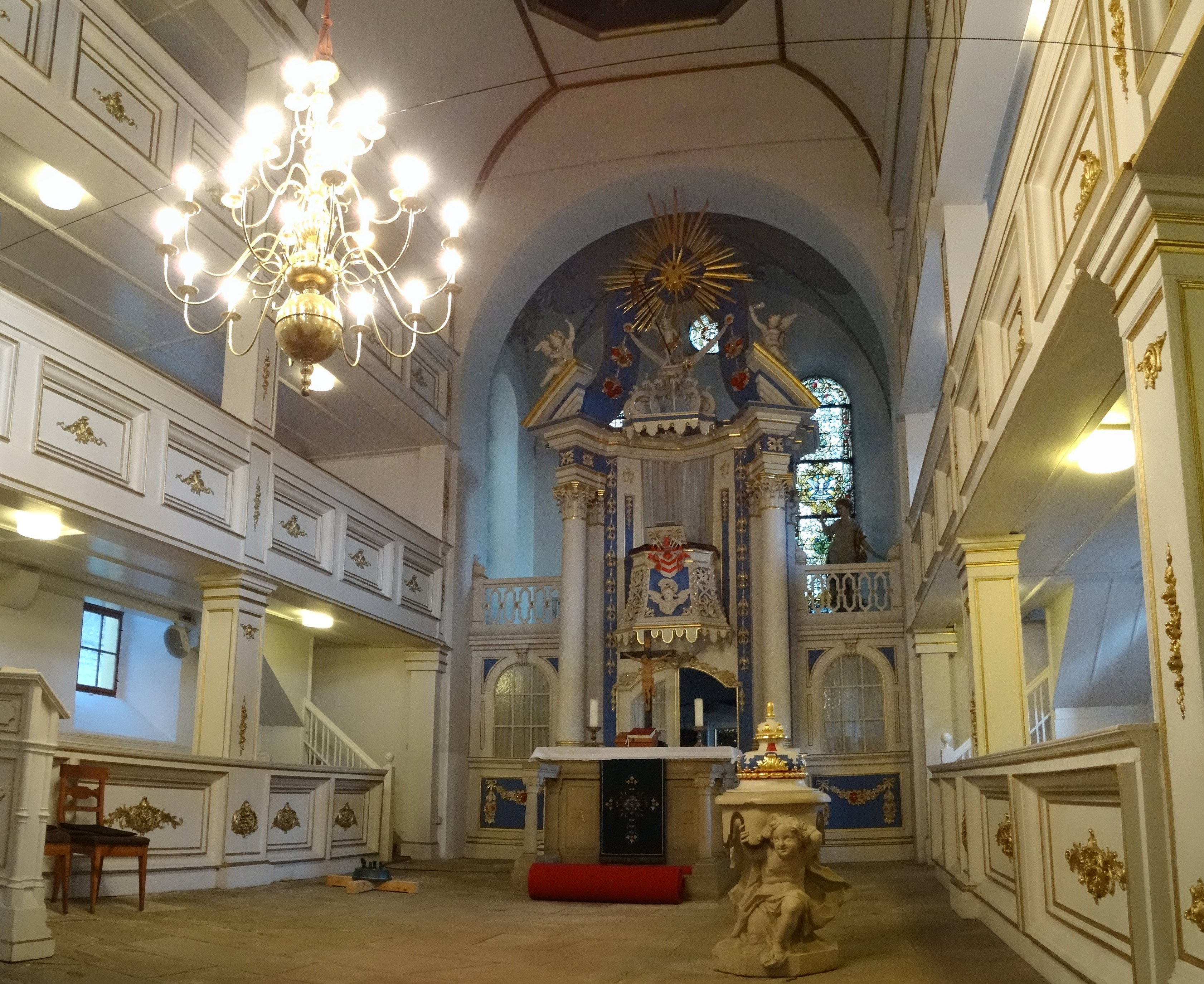
Blick zum Altar

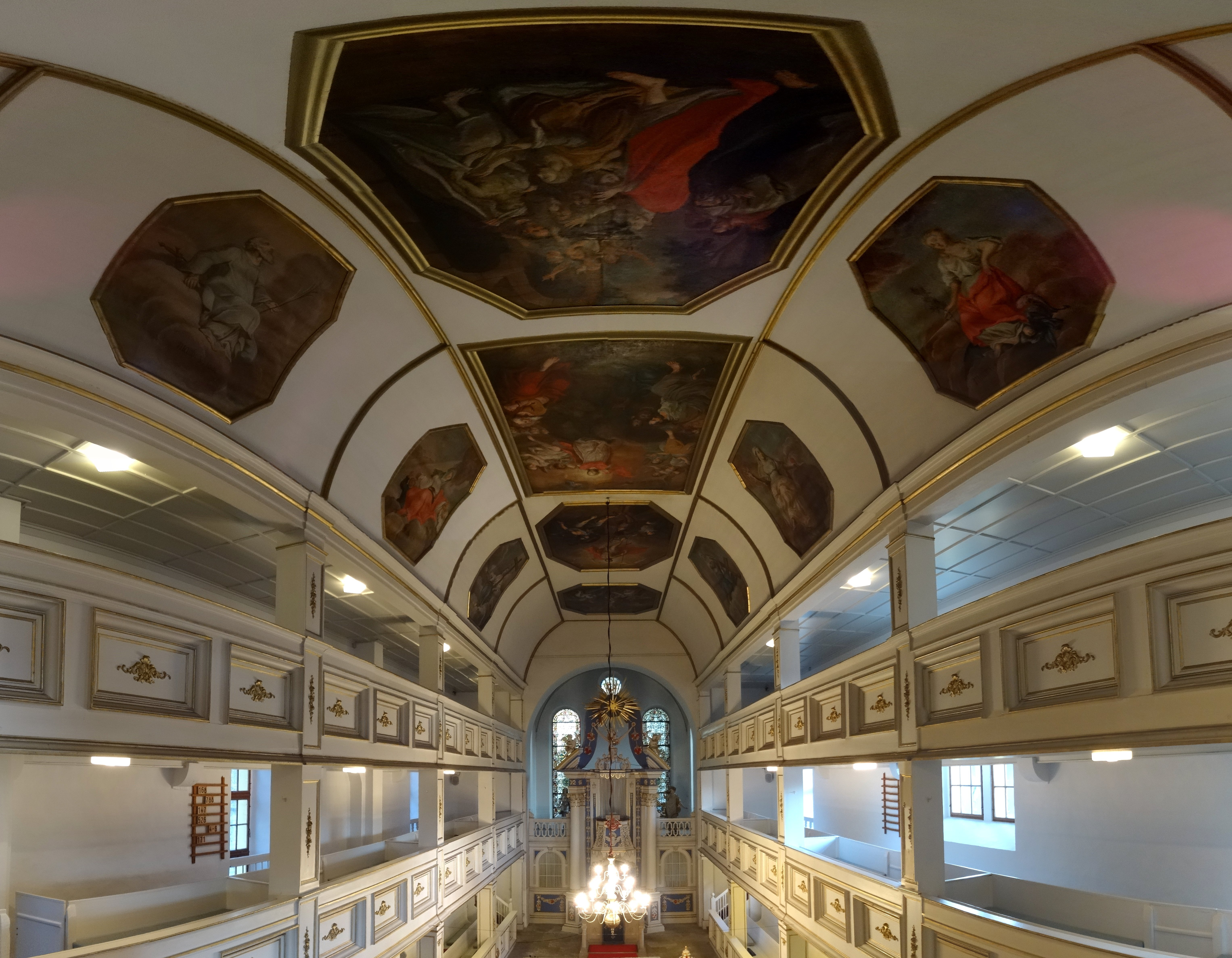
Panorama

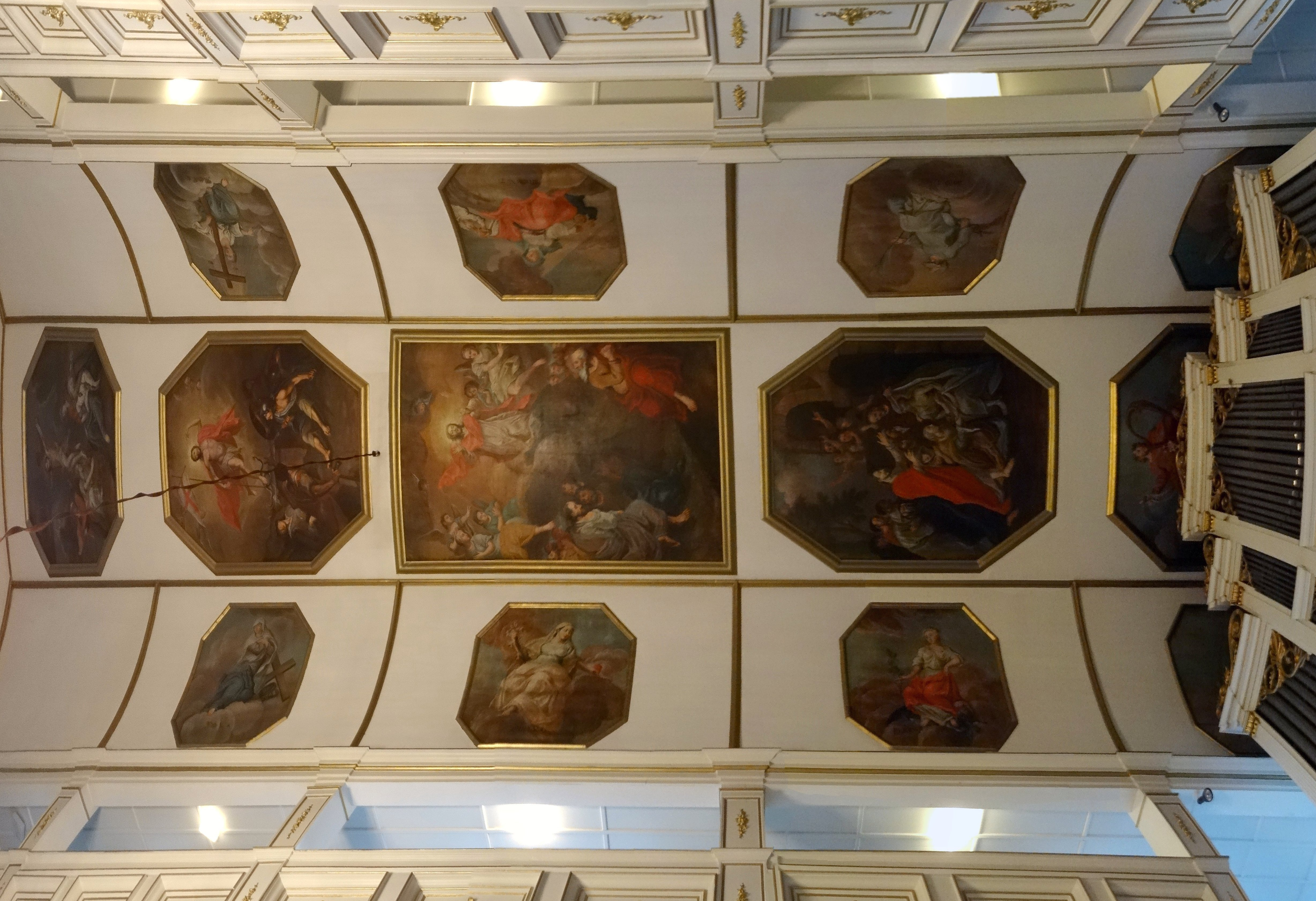
Decke

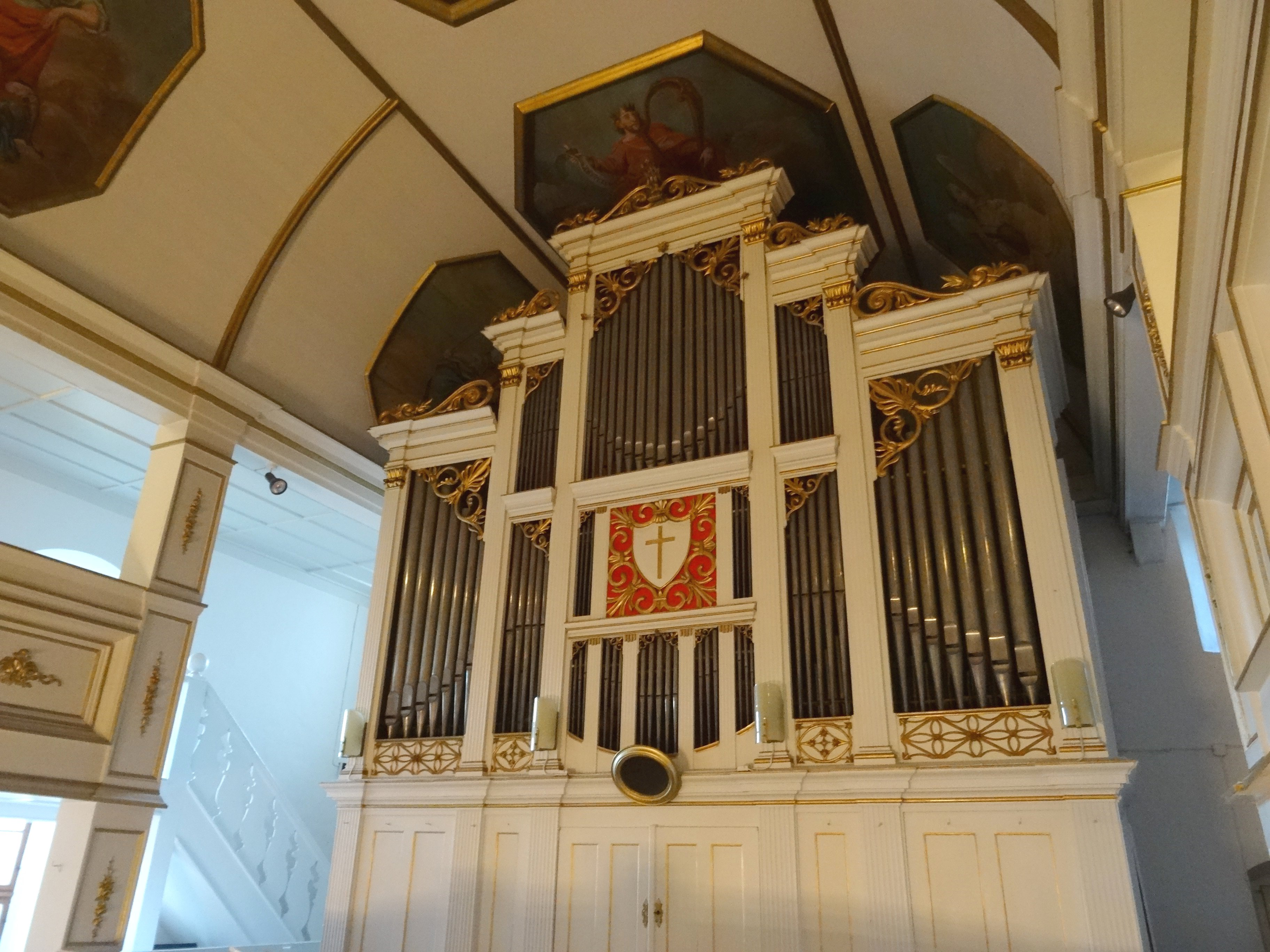
Orgel

## Geschichte und Architektur
Die Dorfkirche steht auf einem kleinen, künstlich angelegten Plateau am Fuße des Kirchbergs. Sie wurde in den Jahren 1719 bis 1722 von Johann Erhard Straßburger als Saalbau errichtet. Sie hat eine Ost-West-Ausrichtung, wobei der Turm den westlichen Abschluss bildet. Der Kirchensaal wurde 1907 um einen Sakristeianbau nach Osten vergrößert, der nicht ganz die Höhe des Hauptschiffes erreicht. Kirchturm und Schiff sind schiefergedeckt, der Turm trägt eine Schweifkuppel mit aufgesetzter Laterne und einen auf langer Spitze stehenden Turmknopf mit Wetterfahne. Der Turmknopf wurde am 13. Oktober 2005 zur Restaurierung abgenommen und am 5. Mai 2006 bei einem Knopffest wieder aufgesetzt. 

## Ausstattung
Die Innenausstattung ist geprägt von der 1750 entstandenen Deckenmalerei des Gothaer Hofmalers Johann Heinrich Ritter (um 1685/1690–1751), der unter anderem auch das Deckenfresko der Stadtkirche in Waltershausen schuf. Die Kirche verfügt über eine dreiseitige Doppelempore, die sich zum Altarraum nach Osten öffnet. Sehenswert ist der barocke Kanzelaltar, der von einer die Siegesfahne haltenden Christusfigur gekrönt ist. Der Kanzelkorb trägt das Wappen derer von Witzleben. Die Deckengemälde wurden zwischen 1977 und 1990 mit Unterbrechungen restauriert u. a. mit Unterstützung der Partnergemeinde Walddorfhäslach. Die Kirche wird durch hohe, schmale Fenster erhellt.
Im Jahr 1742 ergänzte der Arnstädter Orgelbauer Johann Christoph Thielemann die Orgel um ein selbstständiges Pedal. 1839 baute Valentin Knauf aus Großtabarz unter Verwendung alter Pfeifen und Bälge eine neue Orgel mit 28 Registern auf zwei Manualen und Pedal ein, die 1987 durch Norbert Sperschneider restauriert wurde.

## Umgebung
Der die Kirche ursprünglich umgebende Friedhof wurde 1912 entwidmet und an den nördlichen Dorfrand verlegt. Dort steht auch die Friedhofskapelle. Noch heute schmückt den Eingang zum ehemaligen Kirchhof ein im neugotischen Stil gestaltetes Portal aus Sandstein, das bereits 1866 geschaffen wurde.